# Gerard Sekoto
Gerard Sekoto, né le 9 décembre 1913 à Botshabelo Ndebele, Afrique du Sud, et mort le 20 mars 1993 à Nogent-sur-Marne, est un peintre et musicien sud-africain considéré comme un pionnier de l'art urbain noir.

## Biographie

### Débuts
Sekoto naît le 9 décembre 1913 à la mission luthérienne de Botshabelo. Fils d'un missionnaire, la musique fait partie de sa vie dès le plus jeune âge car il joue de l'harmonium à l'église.
Il obtient son diplôme de professeur à Pietersburg puis enseigne à l'école de Khaiso pendant quatre ans.
Il participe à un concours d'art organisé par la Fort Hare University où il obtient le deuxième prix.
En 1938, à l'âge de 25 ans, il va à Johannesbourg se consacrer une carrière d'artiste. Il fait sa première exposition en 1939. En 1940 la Johannesburg Art Gallery achète une de ses œuvres. Il devient le premier artiste noir à entrer dans une collection de musée en Afrique du Sud. En 1942 il vit dans le District Six au Cap et en 1945 il part pour Pretoria.

### Exil
En 1947, il quitte l'Afrique du Sud pour vivre à Paris. Les premières années à Paris sont dures et Sekoto est employé comme pianiste à l'Échelle de Jacob, une boîte de nuit branchée. Il y joue du jazz et chante du negro spiritual, mais aussi des chansons françaises populaires de l'époque. La musique devient son gagne-pain et sert à payer ses études d'art.
Entre 1956 et 1960, plusieurs des compositions de Sekoto sont enregistrées par Les Éditions Musicales. Sekoto joue du piano et chante dans de nombreux disques. Il a composé 29 chansons, inspirées par la solitude de l'exil.
Les peintures de Sekoto deviennent politiques dans les années 1970 en raison de l'apartheid qui règne dans son pays d'origine. En 1989 la Johannesburg Art Gallery l'a honoré d'une exposition rétrospective et l'université du Witwatersrand lui attribue un doctorat honoraire.

### Mort
Il meurt le 20 mars 1993 à la Maison Nationale des Artistes de Nogent-sur-Marne (Val-de-Marne) et est inhumé au cimetière communal.
Il reçoit à titre posthume l'Ordre de l'Ikhamanga, échelon or, en 2003.

## Œuvres principales
- 1939
  - Poverty in the midst of Plenty - Pastel sur papier kraft
  - Interior Sophiatown
  - Lutheran Church at Botshabelo
- 1940
  - Migrant Workers - Gouache sur papier
  - Yellow Houses
  - The Soccer Game
- 1942
  - Interior with Woman - Huile sur toile
  - Three Women
  - Three figures with Bicycle Sophiatown - Huile sur toile
  - The Miners
  - Cyclists in Sophiatown
- 1944
  - Prison Yard
- 1945
  - The Wine Drinker
  - Prisinors Carrying a Boulder
  - Portrait of Cape Coloured School Teacher - Omar
  - Children Playing
  - Houses: District Six
- 1946
  - "Women and Child - Eastwood Pretoria"
- 1947
  - "Mine Boy - Oil on canvas board"
  - "Sixpence a Door" - Huile sur toile
  - "Song of the Pick" - Huile sur toile
  - "Mary Dikeledi Sekoto"
  - "Self-Portrait"
  - "Portrait of Anna, The Artist's Mother"
  - "Portrait of a Young Man Reading"
  - "Outside the Shop"
  - "Beyond the Gate"
  - "The Donkey Cart, Eastwood"
  - "The Proud Father, Manakedi Naky on Bernard Sekoto's Knee"
  - "The Artists Mother and Stepfather at Home in Eastwood"
- 1949
  - "Eye Glasses" - fusain sur papier
  - "Sore Eye" - fusain sur papier
  - "The Black Beret" - fusain sur papier
  - "Paris; Pont Marie"
- 1953
  - "Besotho Women"
- 1955
  - "Woman and Children"
- 1959
  - "Rider on Horseback" - Huile sur toile
- 1960
  - "Blue Head" - Gouache sur papier
- 1961
  - "Jazz Band" - Huile sur toile
- 1963
  - Woman's Head
  - Township Gossip
- 1968
  - The Three Figures - Gouache sur papier
- 1971
  - Township Scene
- 1975
  - Woman with a Patterned Headscarf
- 1978
  - Homage to Steve Biko - Huile sur toile
- 1979
  - The Bull - Huile sur toile
  - Portrait of Woman - Huile sur toile

## Expositions collectives
- 2022 : Globalisto. Une philosophie en mouvement[4], Musée d'art moderne et contemporain de Saint-Étienne Métropole, Saint-Étienne, France